# Chloropsina stubbsi
Chloropsina stubbsi är en tvåvingeart som beskrevs av Deeming 1981. Chloropsina stubbsi ingår i släktet Chloropsina och familjen fritflugor.
Artens utbredningsområde är Kenya. Inga underarter finns listade i Catalogue of Life.